# Liste des races chevalines de France
Pour des articles plus généraux, voir Race  chevaline et élevage du cheval en France.

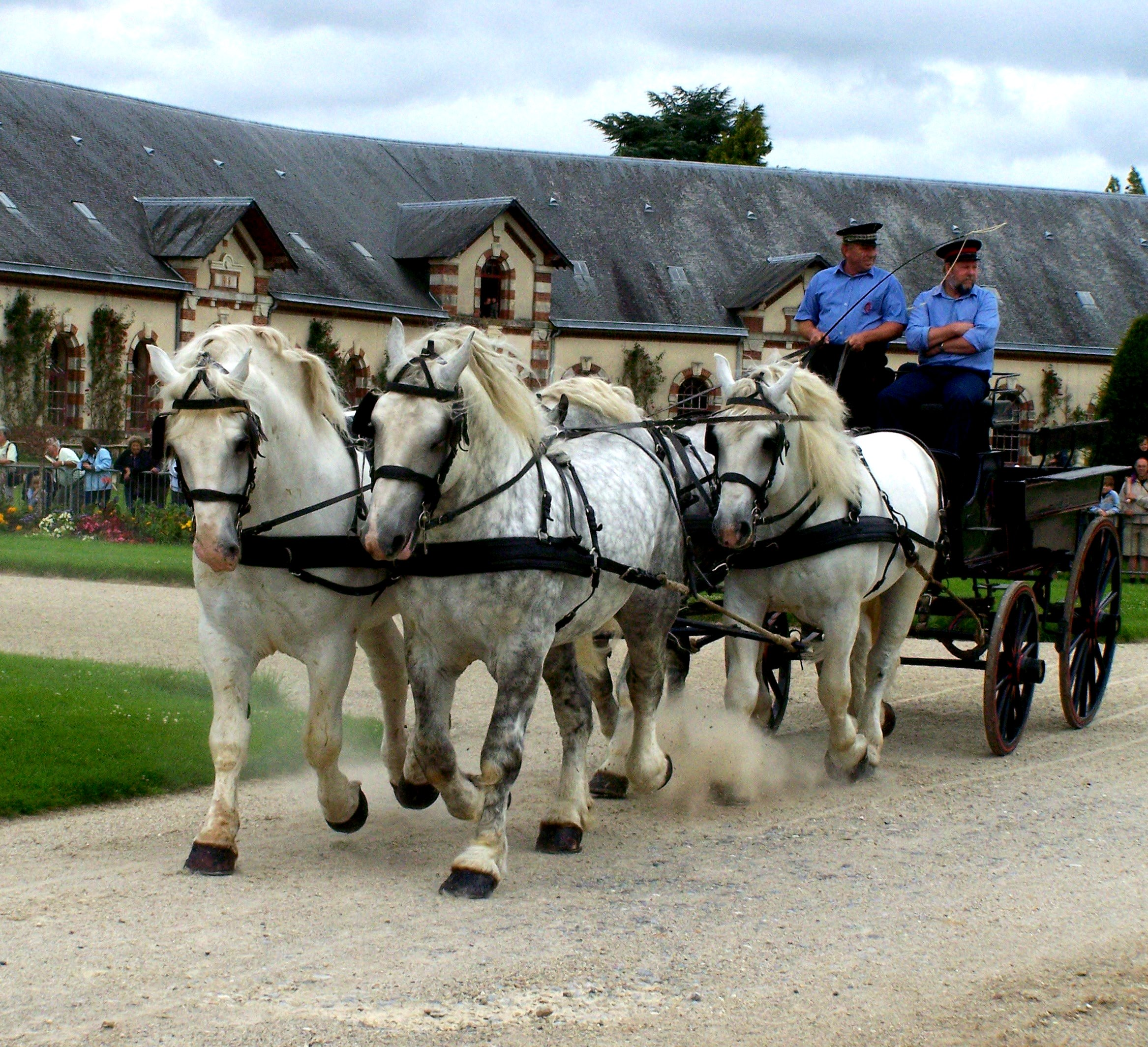
Des chevaux de trait Percherons, l'une des nombreuses races chevalines de France.

La liste des races chevalines de France recense l'ensemble des races de chevaux présentes sur le territoire français, qu'elles soient autochtones ou d'origine étrangère. La France compte un assez grand nombre de races, élevées et modifiées selon les besoins de chaque époque. Les premières véritables races de chevaux françaises, définies par une unité de modèle, de lieu d'élevage et de caractère, remontent au XVIIIe siècle. Les premières races reconnues en France sont le Pur-sang et l'Arabe d'origine étrangère. L'Anglo-arabe, issu du croisement des deux, est bien une création française, reconnue comme les deux précédentes en 1833. Peu réputée jusqu'au XXe siècle pour ses chevaux de selle et ses poneys, la France compte en revanche des chevaux de trait largement exportés. Neuf races de trait perdurent et constituent un patrimoine unique au monde. Le Percheron est considéré comme le fleuron historique de l'élevage chevalin national, mais l'élevage a nettement évolué. La race de course du trotteur français représente, au début du XXIe siècle, la principale race nationale et une spécificité française liée aux courses de trot.
La France perd la plupart de ses poneys aux XIXe et XXe siècles. La montée en puissance des sports équestres pousse à fusionner tous les chevaux régionaux issus du Pur Sang (dits « de demi-sang ») dans la race nationale du Selle français en 1958. Le Selle français est devenu la principale race de sport avec l'Anglo-arabe depuis lors. Une décennie plus tard, le succès de l'équitation sur poney entraîne la reconnaissances des premières races de poneys étrangères, puis la création du poney français de selle grâce à différents croisements.
Depuis les années 1970, des initiatives publiques ou privées permettent de sauvegarder ou de re-découvrir des races locales, menacées de disparition en raison des progrès et de la motorisation. Le Mérens, le poney landais, le Pottok et le Castillonnais ont été récemment reconnus, de même qu'une race récente créée par croisement, le Henson. Des populations de chevaux préservées continuent régulièrement à être reconnues comme races de chevaux françaises à part entière. Le cheval corse et le cheval d'Auvergne ont été officialisés en 2012. L'Anglo-normand et le cheval miniature français, issus quant à eux de croisements, le sont depuis 2015.

## Races d'origine française
La France est riche en races de chevaux, grâce à sa position géographique en Europe et à son climat tempéré, favorisant les migrations animales et les déplacements de populations ou d'envahisseurs accompagnés d'équidés. Le cheval ibérique et le cheval arabe ont particulièrement influencé le cheptel national. Le premier a été considéré comme l'améliorateur universel des chevaux d'élevage du XVIIe siècle jusqu'à la fin du XVIIIe siècle. L'élevage du second s'est développé au XIXe siècle.
En 2021, la France reconnaît au total 54 races de chevaux, dont 25 races de chevaux de sang, 11 races de poneys et 10 races de chevaux de trait, parmi lesquelles 9 ont leur berceau d'origine en France. Chez les poneys, seuls 2 sont d'origine française, le Pottok et le Landais. Les races de chevaux de trait françaises sont au nombre de 9.

Cartes des races de chevaux françaises de trait et de territoire.

### Chevaux de sang
La notion de « cheval de sang », utilisée par les haras nationaux, regroupe aussi bien des races de sport comme le Selle français que des races de terroir rustiques, telles que le Camargue.
| Visuel             | Nom                | Officialisation du stud-book | Association nationale de la race                                           | Effectif                                  | Région d'élevage                                      | Description |  |
| ------------------ | ------------------ | ---------------------------- | -------------------------------------------------------------------------- | ----------------------------------------- | ----------------------------------------------------- | --- |  |
| Anglo-normand      | Anglo-normand      | 1950-1958, 2015-             | Stud-book du cheval de sport anglo-normand                                 | En attente d'enregistrements.             | Normandie                                             | Grand cheval généralement alezan, race formée dans les années 1830 par métissage de juments normandes et d'étalons Pur Sangs et Trotteurs du Norfolk. 1,55 m à 1,70 m. Il est la principale race à l'origine du Selle français et le demi-sang le plus répandu. Après une longue fusion parmi le stud-book du Selle-français, l'Anglo-normand est de nouveau reconnu comme un stud-book distinct en 2015 |  |
| Anglo-arabe        | Anglo-arabe        | 1833                         | Association nationale des éleveurs et propriétaires d’Anglo-Arabes (ANAA). | 693 naissances en 2011                    | Surtout le Sud-ouest                                  | Toise de 1,58 m à 1,65 m, généralement bai, alezan ou gris. L'Anglo-arabe est l'une des deux races françaises de sport. Il brille en concours complet d'équitation et dans des courses spéciales. |  |
| Autre que pur sang | Autre que pur sang | 2005                         | Association des éleveurs et propriétaires de chevaux AQPS                  | Environ 1100 naissances par an            | Grand Ouest et Bourgogne                              | À l'origine, il s'agissait d'un registre distinguant des chevaux « très près du sang » des Pur-sang. C'est devenu une race à part entière, destinée aux courses hippiques d'obstacle. |  |
| Cheval d'Auvergne  | Cheval d'Auvergne  | 2012                         | Association nationale du cheval de race Auvergne (ANCRA)                   | 300 têtes en 2012                         | Auvergne                                              | Cheval de terroir, toisant de 1,43 m à 1,57 m pour 500 kg en moyenne, de robe baie ou noire pangarée. Bon cheval de randonnée, d'attelage et de travaux agricoles légers. |  |
| Camargue           | Camargue           | 1978                         | Association des éleveurs de chevaux de race Camargue (AECRC)               | 674 naissances en 2011                    | Principalement la Camargue                            | Petit cheval gris toisant de 1,35 m à 1,50 m, symbole de sa région d'origine dont il participe à l'image de traditions et de liberté, en particulier à travers l'équitation camarguaise, le tourisme équestre et le film Crin-Blanc,. |  |
| Castillonnais      | Castillonnais      | 1996                         | Association pyrénéenne ariégeoise du cheval de Castillon                   | 21 naissances en 2011.                    | Principalement l'Ariège                               | Petit cheval rustique et bien charpenté, 1,35 m à 1,55 m, robe baie ou noire pangarée avec un nez de renard. Très proche du Mérens et originaire comme lui de l'Ariège, il ne s'en distingue que par une nuance de robe. Bon cheval d'équitation de loisir, apte à l'attelage et sûr en montagne. |  |
| Cheval corse       | Cheval corse       | 2012                         | U Cavallu Corsu                                                            | 100 juments et 7 étalons en 2011          | Corse                                                 | Petit cheval de selle montagnard au pied sûr, 1,30 à 1,50 m environ, robe baie, noir pangaré ou noire, allures rapides et étendues. Destiné avant tout au tourisme équestre, il peut aussi pratiquer l'équitation western et l'endurance. |  |
| Henson             | Henson             | 2003                         | Association du Cheval Henson                                               | Environ 400 têtes au début du XXIe siècle | Principalement la baie de Somme                       | Race récente, 1,50 m à 1,60 m, robe toujours Isabelle, pas encore très homogène. Issu de croisement directs entre Fjords et chevaux de sang, il se reproduit depuis plusieurs années entre individus de la race. Destiné avant tout au tourisme équestre, il pratique aussi l'attelage, le horse-ball et le TREC.                                                                                        |  |
| Mérens             | Mérens             | 1948                         | Syndicat hippique des éleveurs de la race pyrénéenne ariégeoise (SHERPA)   | 423 naissances en 2011                    | Principalement Midi-Pyrénées                          | Petit cheval noir très ancien au dos large et aux reins solides, toisant d' 1,45 m à 1,55 m. Deux sélections distinctes existent, l'une pour le sport et la seconde, plus rustique, pour la randonnée avec pratique de la transhumance. |  |
| Selle français     | Selle français     | 1958                         | Association nationale du selle français (ANSF)                             | 6978 naissances en 2011                   | Toute la France, avec prédominance en Basse-Normandie | Principale race de sport française, le Selle français est un grand cheval athlétique et polyvalent d'1,65 m à 1,70 m en moyenne, généralement bai ou alezan, qui s'illustre en saut d'obstacles et en concours complet d'équitation de manière internationale. |  |
| Trotteur français  | Trotteur français  | 1922                         | Société d’encouragement à l’élevage du cheval français (SECF)              | 11031 naissances en 2011                  | Principalement la Basse-Normandie                     | Surtout bai-brun ou alezan, compact et assez charpenté, 1,58 à 1,70 m en moyenne. Destinée aux courses de trot, un sport typiquement français, il peut être reconverti en cheval de loisir, de centre équestre, de randonnée ou de concours après réforme,. |  |

### Chevaux de trait
Les races de chevaux de trait françaises reconnues sont au nombre de neuf, ce qui constitue un record dans l'union européenne. L'une des raisons invoquée pour le succès de leur sauvetage est le soutien des haras nationaux à l'hippophagie et à la production de viande alors que la motorisation anéantissait l'élevage du cheval de trait dans les années 1970. Les neuf races qui perdurent constituent un patrimoine unique au monde, à tel point qu'il a été proposé (mais non retenu) sur la liste du patrimoine mondial de l'UNESCO. Le Percheron est considéré comme le fleuron de l'élevage chevalin national.
| Visuel             | Nom                | Officialisation du stud-book  | Association nationale de race                                                   | Effectifs                                   | Région d'élevage                                                         | Description |
| ------------------ | ------------------ | ----------------------------- | ------------------------------------------------------------------------------- | ------------------------------------------- | ------------------------------------------------------------------------ | --- |
| Ardennais          | Ardennais          | 1908                          | Union des Éleveurs de Chevaux de la Race Ardennaise (UECRA)                     | 659 naissances en 2011, relativement stable | Surtout le quart Nord-Est français, également Massif Central et Pyrénées | Trait rustique, 1,61 m en moyenne, de robe généralement bai ou rouan. L'une des plus anciennes races de trait européennes, il est également présent en Belgique et au Luxembourg. Il a donné naissance au trait du Nord et à l'Auxois.                                                                           |
| Auxois             | Auxois             | 1913                          | Syndicat d'élevage du Cheval de Trait Auxois                                    | 120 naissances en 2011                      | Presque uniquement la Bourgogne                                          | Trait agricole massif issu de l'Ardennais, plus grand que ce dernier (1,60 m à 1,70 m), généralement bai ou rouan. Très confidentiel, l'Auxois n'est pas du tout exporté. |
| Boulonnais         | Boulonnais         | 1886, restructuration en 1902 | Syndicat Hippique Boulonnais.                                                   | 198 naissances en 2011                      | Surtout Pas-de-Calais, Nord et Somme                                     | Grand et puissant, 1,60 m à 1,75 m, généralement gris. Après avoir connu ses heures de gloire au XIXe siècle grâce au mareyage, le Boulonnais est désormais en conservation prioritaire en raison d'une importante consanguinité. Apte à l'attelage de prestige ou utilitaire, il y est apprécié grâce à sa robe |
| Breton             | Breton             | 1909                          | Syndicat des éleveurs du Cheval Breton (SECB)                                   | 3497 naissances en 2011                     | Bretagne historique, Massif central, Pyrénées                            | Trait compact, rustique et près de terre, d'1,58 m en moyenne, généralement alezan. Le postier, destiné à l'attelage, est plus léger et plus rare que le type trait dont l'expansion de l'élevage concerne surtout la boucherie.                                                                                 |
| Cob normand        | Cob normand        | 1950                          | Syndicat national des éleveurs et utilisateurs de chevaux Cob Normand (SNEUCCN) | 319 naissances en 2011                      | Essentiellement Basse-Normandie, et près de la Roche-sur-Yon             | Cheval de trait léger demi-sang, taille moyenne 1,60 m à 1,65 m, proche d'un Selle français en un peu plus lourd. Ce cheval « à tout faire » est apte à l'attelage et devient de plus en plus un animal de loisir polyvalent.                                                                                    |
| Comtois            | Comtois            | 1919                          | Association Nationale du Cheval de Trait Comtois (ANCTC)                        | 4117 naissances en 2011                     | Franche-Comté, Massif central, Pyrénées, Alpes                           | 1,50 à 1,65 m, bai silver principalement, reconnaissable à sa crinière blonde. Rustique et adapté à la montagne, il est généralement destiné à la boucherie. |
| Percheron          | Percheron          | 1883                          | Société hippique percheronne de France (SHPF)                                   | 1110 naissances en 2011                     | Toute la France sauf Bretagne, régions méditerranéennes, quart nord-est. | 1,60 à 1,85 m, gris ou noir. La plus connue des races françaises, exportée dans le monde entier jusqu'aux années 1930. |
| Poitevin mulassier | Poitevin mulassier | 1884                          | Association Nationale des Races Mulassières du Poitou                           | 71 naissances en 2011.                      | Poitou                                                                   | 1,60 à 1,75 m, toutes robes sauf pie, y compris souris et isabelle. Le plus menacé des chevaux de trait français. |
| Trait du Nord      | Trait du Nord      | 1903                          | Syndicat d’élevage du cheval Trait du Nord                                      | 109 naissances en 2011.                     | Nord et Picardie                                                         | 1,60 m à 1,79 m, bai ou rouan principalement |

### Poneys et miniatures
Les races de poneys ayant survécu aux XIXe siècle et XXe siècle sont peu nombreuses en France, contrairement aux îles Britanniques qui ont conservé les leurs. Elles ont été croisées avec des chevaux de trait pour la boucherie ou affinées pour les sports équestres d'équitation sur poney dès les années 1970, ce qui induit une distinction entre les « types originels », rares, et les poneys de sport. De plus, la classification « poney » est assez arbitraire en France : le poney français de selle est souvent plus grand et moins rustique que le Camargue, pourtant classé comme cheval.
| Visuel                  | Nom                       | Officialisation du stud-book | Association nationale de la race                         | Nombre de naissances | Région d'élevage                                                                                   | Description |
| ----------------------- | ------------------------- | ---------------------------- | -------------------------------------------------------- | -------------------- | -------------------------------------------------------------------------------------------------- | --- |
| Poney français de selle | Poney français de selle   | 1969                         | Association nationale du poney français de selle (ANPFS) |                      | Originaire de Normandie, élevé dans toute la France.                                               | Poney de sport créé par différents croisements, 1,25 m à 1,48 m, toutes robes admises |
| Poney landais           | Poney landais             | 1971                         | Association nationale du poney landais (ANPL)            | 52 (en 2011)         | Originaire des Barthes de l'Adour, très présent dans les Landes mais également en Pays de la Loire | Poney rustique d'origine très ancienne, toisant de 1,18 m à 1,48 m (moyenne : 1,35 m), généralement bai, alezan ou noir. Croisé au XXe siècle avec des Welshes et des Arabes, il est devenu plus fin et plus sportif, pluS proche d'un cheval arabe en miniature. Excellent trotteur attelé, il est compétitif dans les trois disciplines olympiques. |
| Pottok                  | Pottok                    |                              |                                                          |                      | Pays basque                                                                                        | 1,32 m à 1,47 m, noir, alezan ou pie |
|                         | Cheval miniature français | 2015                         | Association française du cheval miniature                |                      | | Cheval miniature mesurant moins de 89,5 cm, principalement utilisé comme animal de compagnie. |

### Populations de chevaux non reconnues comme races
Certaines populations de chevaux sont, en attendant une éventuelle reconnaissance comme race, gérées par des associations.
| Visuel            | Nom                                 | Région d'origine | Association                                              | Description |
| ----------------- | ----------------------------------- | ---------------- | -------------------------------------------------------- | --- |
| Cheval Barraquand | Cheval Barraquand Cheval du Vercors | Vercors          | « Association du cheval du Vercors », constituée en 1995 | Cheval médioligne, en moyenne 1,50 m pour un poids de 400 à 500 kg. Tête assez petite, membres nets, tendons détachés, croupe bien musclée, double et inclinée, queue attachée haut, crinière double, sabots noirs. Robe foncée, toute nuance du bai et du noir (y compris noir pangaré). Parfois quelques marques en tête, peu ou pas de balzanes. Adapté au climat montagnard de sa région, son pied sûr lui permet d'arpenter sans risque les zones accidentées. |
|                   | Cheval de Megève                    | Haute-Savoie     | « Le cheval de Megève », constituée en 1997.             | Propre à Megève, ce trait léger d'1,55 à 1,60 m pour environ 600 kg est le fruit d'une collaboration entre services communaux, haras nationaux et chambre d'agriculture locale. Il est issu d'un croisement entre des juments comtoises et des étalons Franches-Montagnes. Il est apte au travail forestier, à la randonnée et à diverses activités d'attelage. |

### Races et populations disparues
De nombreuses races ont disparu, faute d'usage et d'intérêt à les élever, ou lors d'absorptions par d'autres races.

#### Poneys et petits chevaux
Les poneys locaux, jadis mis au travail, ont pour la plupart disparu. Seules deux races du sud-ouest ont perduré jusqu'à l'époque où l'équitation sur poney a permis leur sauvegarde, le Pottok et le Landais. Ces races se sont développées « en marge » de l'habitat favorable aux chevaux, dans des régions difficiles, granitiques, insulaires ou montagneuses. Elles n'ont fait l'objet d'aucune attention de la part des Haras nationaux et ont disparu faute de débouchés et d'utilité.
| Visuel          | Nom                                            | Année et cause de disparition                                                                 | Région d'origine       | Description |
| --------------- | ---------------------------------------------- | --------------------------------------------------------------------------------------------- | ---------------------- | --- |
|                 | Brandin                                        | XIXe siècle, croisé avec le Pur Sang                                                          | Cher                   | Petit cheval de selle rustique. Censé descendre, comme beaucoup d'autres, de chevaux arabes importés d'Afrique. |
|                 | Cheval du Morvan                               | Milieu du XIXe siècle, devenu inintéressant localement                                        | Morvan                 | Petit cheval rustique et vigoureux à l'aspect sauvage, vraisemblablement proche de celui d'un poney. Robe rouan ou « gris fer ». Supporte les plus rudes travaux sans fatigue,. Il est capables de trotter à 12 km/h sur les mauvais chemins et a le pied sûr. Plutôt tardif. Élevé à l'état quasi sauvage, il passe l'année entière dans les herbages malgré la rigueur des hivers des montagnes de l'Est, en pâturant librement. Les juments poulinières mangent, dorment et se reproduisent en liberté au bord des chemins ou dans les bois. Cette existence fruste explique la mauvaise conformation de ces animaux. |
|                 | Poney de Noirmoutier Cheval Barbâtre           | Vers 1830, probablement à la suite de l'accroissement de la population et du prix des terres. | Noirmoutier, Île d'Yeu | Poney de selle nerveux de type bidet censé descendre du cheval arabe, auquel il ressemble beaucoup en modèle réduit. Réputé jusqu'au début du XIXe siècle. Il ne dépasse pas quatre pieds (env. 1,20 m) et aurait été dur à la tâche, notamment au trot et au petit galop. Il s'élève surtout à Barbâtre. Par sa conformation et sa taille, cette race est constituée de charmants poneys pleins de vigueur, au pied sûr et ne manquant pas d’une certaine vitesse. Les membres sont minces mais forts dans leurs attaches. La crinière est longue et le front se perd sous l’épaisseur du toupet. Les fanons sont abondants. L’aspect général est sauvage mais ce poney est de caractère facile et peut faire une agréable monture pour les dames.                                                       |
|                 | Cheval nain d'Ouessant Kezek bihan Enez-Eussaf | Milieu du XIXe siècle                                                                         | Île d'Ouessant         | Origine inconnue, poney vif à la robe noire lustrée. Remarquable par sa vivacité, l'élégance de ses formes et sa taille très réduite. Les effectifs sont en nette diminution à l'époque de Jean-Baptiste Ogée. Croisé avec des étalons corses, proches de sa morphologie au XIXe siècle, le poney d'Ouessant disparaît ensuite. François-Marie Luzel en voit durant sa jeunesse, mais constate lors d'un nouveau voyage qu'ils ont disparu. |
| Cheval solognot | Cheval solognot                                | Seconde moitié XIXe siècle                                                                    | Sologne                | Connu par la fable de Frédéric Jacquier « Le Cheval de fiacre et le Cheval Solognot ». Race rustique, de petite taille. |
|                 | Eygue                                          | Première moitié du XXe siècle                                                                 | Massif des Maures      | Les eygues étaient des chevaux petits, sobres et endurants, comparables aux camargues. Ils seraient issus des chevaux arabes importés lors de l'occupation du Fraxinet. Ils étaient également appelés les chevaux du Golfe, chevaux de Grimaud. La race était considérée comme presque disparue au début du XXe siècle. Les poulinières des Maures utilisaient alors des croisements entre eygues et anglo-arabes. S'affaiblissant, l'élevage perdurait alors grâce aux aides, par groupe de dix à vingt. Ces chevaux étaient utilisés pour la selle et pour certains travaux agricoles comme le dépiquage des céréales. Au début du XIXe siècle, ils étaient considérés comme une curiosité touristique, admirable notamment à l'hippodrome du quartier de Carrefour de La Foux entre Cogolin et Gassin. |

#### Demi-sangs
La France compte de nombreuses races demi-sang régionales, issues de métissages entre juments locales et étalons de Pur Sang. La création de la race Selle français a entraîné la fusion de différentes populations régionales de chevaux de selle. Certaines possédaient leur propre stud-book.
| Visuel                 | Nom                                          | Région d'origine              | Description |
| ---------------------- | -------------------------------------------- | ----------------------------- | --- |
| Anglo-breton           | Anglo-breton                                 | Bretagne                      | Deux variétés sont attestées : celle du Léon et celle du Conquet. |
| Angevin                | Angevin                                      | Angers                        | Il mesure de 1,49 m à 1,57 m, et porte généralement une robe baie. Il possède entre 50 % et 75 % de sang Pur-sang, « sans jamais descendre au-dessous, sans aller souvent au-delà ». Ses allures sont vives, allongées et régulières. Du fait de ses origines, c'est un cheval relativement rapide et distingué,. |
| Anglo-poitevin         | Charentais ou Anglo-poitevin                 | Charentes                     | |
| Charolais              | Charolais                                    | Région de Charolles           | |
| Cheval de Corlay       | Cheval de Corlay                             | Autour de Corlay, en Bretagne | Créé au début du XIXe siècle par croisement entre le bidet breton et des chevaux de sang, il bénéficie de l'exploitation du filon calcaire de Cartravers, près de Corlay. Petit et trapu pour un demi-sang, il est essentiellement employé dans des steeple-chase et des courses locales. |
|                        | Demi-sang d'Auvergne                         | Auvergne                      | Croisement du cheval d'Auvergne ancien type avec des Pur-sang et Anglo-normands. Cheval « à taille légère », destiné à la guerre. Il n'a que peu de rapports avec l'ancien type de la race. Les éleveurs ont été réticents à croiser avec du Pur-sang, préférant l'Arabe. Si Eugène Gayot défend l'utilité de ces croisements, les demi-sang d'Auvergne ont souvent des membres grêles, des reins longs, des côtes plates et surtout sont beaucoup moins rustiques que le cheval Auvergnat originel,. |
| Demi-sang de la Dombes | Demi-sang de la Dombes ou Demi-sang de l'Ain | Dombes et Ain                 | 1,56 m à 1,60 m |
| Demi-sang du Centre    | Demi-sang du Centre                          | Centre-Val de Loire           | Le stud-book de la race est ouvert en 1900. Ce cheval demi-sang forme l'une des trois souches principales du Selle français, avec le Vendéen-Charentais et l'Anglo-normand. |
|                        | Vendéen                                      |                               | |

#### Races de trait fusionnées avec le Percheron
En 1966, sept races ou variétés de chevaux de trait en voie de disparition sont désignées comme des sous-races du Percheron, et incluses au stud-book de ce dernier.
| Visuel         | Nom                      | Région d'origine                  | Description |  |
| -------------- | ------------------------ | --------------------------------- | --- |  |
|                | Augeron                  | Pays d'Auge                       | Toujours gris clair, cheval énergique, fort et bien découplé,, de 1,58 à 1,70 m, les chevaux des environs de Vire sont plus petits. Il est massif et très solidement constitué, pesant environ 715 kg. Oreilles bien plantées, quelquefois un peu décousu. La croupe est peu inclinée, souvent double. Les fanons sont quasiment absents. La « Société hippique du trait augeron » se constitue en 1913 entre les éleveurs du pays d'Auge, exclus de la dénomination « Percheron »,. En 1924, la race compte 2 300 représentants. |  |
| Berrichon      | Berrichon (dont brennou) | Berry                             | Cheval de traction gris, conformation variable. Son stud-book ouvre en 1923 et son syndicat d'élevage l'année suivante. Convient pour la traction des voitures de poste, a été employés, dans le Midi notamment, pour le service des diligences. Les sujets les plus grands et les plus développés sont employés par la Compagnie générale des omnibus de Paris. |  |
|                | Bourbonnais              | Bourbonnais                       | Élevé dans la région historique du Bourbonnais avec influence du Percheron. Attestée en 1908, son apparition est tardive. |  |
| Nivernais      | Nivernais                | Nièvre                            | Race créée en une vingtaine d'années dès 1872 à partir de Percherons, reconnue en 1880. L'un des chevaux de trait français les plus imposants et les plus lourds. Toise de 1,65 m à 1,75 m, jusqu'à 1,80 m, pour un poids de 800 à 900 kg pouvant atteindre 1 000 kg à trois ans. Seule est admise la robe noire. Tête moyenne à grosse, corps massif. Rustique grâce à son mode d'élevage extensif. Ses éleveurs et le parc naturel régional du Morvan continuent à se référer au cheval nivernais comme à une race, tandis que les haras nationaux et d'autres spécialistes affirment que « si le cheval nivernais a effectivement existé, il est maintenant disparu ». |  |
|                | Trait de la Loire        | Loire                             | |  |
|                | Trait de Saône-et-Loire  | Saône-et-Loire                    | |  |
| Trait du Maine | Trait du Maine           | Mayenne, Sarthe et Maine-et-Loire | Ses éleveurs se regroupent dans l'« Union des Syndicats d'élevage du cheval de trait du Maine », dont le siège social est au Mans. En 1926, la race est officiellement reconnue sous le nom de « trait du Maine ». Des concours de race itinérants sont organisés. En comparaison avec le Percheron, le trait du Maine est plus bas au garrot, plus massif, épais et râblé. Il porte une robe noire. La Sarthe, la Mayenne et le Maine-et-Loire sont le berceau de cette race, en particulier dans le bocage mayennais,. |  |

#### Autres races françaises disparues
| Visuel                      | Nom                         | Année et cause de disparition                                     | Région d'origine                         | Description |
| --------------------------- | --------------------------- | ----------------------------------------------------------------- | ---------------------------------------- | --- |
|                             | Artésien                    | XIXe siècle, concurrencé par le Boulonnais                        | Artois                                   | Cette race est décrite par Hippolyte Constant Charles (1883) comme « courte, trapue, bien corsée, solidement membrée, largement culottée ». |
|                             | Bourbourien / Funes-Ambact  | XXe siècle, absorbé par le Boulonnais                             | Nord, près de Bourbourg                  | Cheval de trait du département du Nord, considéré comme la variété la plus imposante de la race boulonnaise. Il sert à la traction des attelages des brasseurs à Paris, d'où son surnom de « cheval de brasseur ». Issu de croisements entre chevaux Boulonnais et Flamand, il est adapté aux zones marécageuses et remplace les chevaux flamands au milieu du XIXe siècle, en particulier en Flandre maritime où il est très présent jusqu'au début du XXe siècle. |
|                             | Bourguignon                 |                                                                   | Bourgogne                                | Le cheval bourguignon est élevé au moins depuis le Moyen Âge. En 1490, 300 d'entre eux et 300 chevaux allemands sont reçus pour des joutes sur l'esplanade Saint-Vincent à Metz, selon le journal de Jehan Aubrion. Petit cheval robuste et endurant, le bourguignon porte fréquemment une robe baie claire, selon une source de 1777 qui ajoute que « les chevaux entiers de Bourgogne ne sont point sujets à de mauvais vices, comme ceux de Bretagne & de Normandie. Les juments de Bourgogne sont assez fécondes ». Il sert indifféremment sous la selle, comme carrossier ou comme cheval de trait, c'est un « bon cheval de service », il a formé la race du trait Auxois, bien que moins charpenté que ce dernier, par croisement avec des Ardennais,. |
| Carrossier noir du Cotentin | Carrossier noir du Cotentin |                                                                   | Cotentin                                 | De 1,50 m à 1,60 m, robe noire. Cheval de tirage et de cavalerie lourde élevé dans les environs de Bayeux et de Caen, utilisé en croisement. Jusque vers 1775, il était sans rivaux en France et dans une partie de l'Europe. Reste réputé jusqu'au début du XIXe siècle,. |
| Carrossier normand          | Carrossier normand          | Début du XXe siècle, formation du Cob normand.                    | Normandie                                | Issu de petits bidets lourds et résistants et affiné par croisements avec le trotteur Norfolk vers 1840,, ce cheval carrossier possède une grosse tête busquée, de bonnes allures, du sang, de l'énergie, de l'élégance et une conformation bien charpentée. Il est élevé au haras national de Saint-Lô et au haras du Pin. Les chevaux demi-sang qui y naissent sont divisés en deux groupes, dont celui des chevaux de traction nommés « cobs », qui deviennent plus tard la race du Cob normand. |
| Cauchois                    | Cauchois                    | Absorbé par le Boulonnais, fin XIXe siècle                        | Pays de Caux                             | Les chevaux du pays de Caux sont moins massifs que les traits picards et ont moins de fanons, des extrémités moins fortes et la tête moins chargée. Ils sont nourris tôt d'avoine, estimés et destinés à la traction des diligences. Ils sont connus dans le commerce sous le nom de « chevaux du bon pays » |
|                             | Cheval de Bresse            |                                                                   | Bresse                                   | Mentionné depuis 1330. Charles VIII de France en montait un, et en aurait fait don à Henri VIII d'Angleterre. |
| Haguard                     | Cheval de la Hague          | Milieu du XIXe siècle ou années 1970                              | La Hague                                 | Type poney. D'après Laetitia Bataille, contribue à la création du poney français de selle. |
| Cheval de Merlerault        | Cheval de Merlerault        | Milieu du XIXe siècle, par croisement pour former l'Anglo-normand | Merlerault, dans la généralité d'Alençon | Variété de l'Anglo-normand, race probablement artificielle créée par la Noblesse à partir de Pur-sangs. Apprécié à la fin de l'Ancien Régime. D'une taille moyenne, le Merlerault est réputé élégant. Il porte une tête carrée sur une encolure bien sortie. L'épaule est bien faite, les reins sont courts, les membres sont beaux mais parfois un peu grêles. Les jarrets peuvent manquer de netteté et l'animal est peu étoffé, doté d'une bonne liberté d'épaules, de légèreté et de vitesse. Il est particulièrement propre au service de la selle et à la traction du tilbury. |
| Cheval limousin             | Cheval limousin             | Fin XIXe siècle, croisé avec le Pur Sang                          | Limousin                                 | Cheval de selle svelte, taille moyenne, proche du Barbe. Longue tête carrée très fine, encolure mince peu fournie en crins, poitrail assez étroit, membres fins, nerveux et « solides comme l'acier ». Allures en selle confortables. Il est léger, agile et docile, solide et rustique, sûr dans les mauvais chemins. Cheval tardif, il vit plus vieux que d'autres races et conserve l'aptitude à travailler jusqu'à un âge avancé, 25-30 ans,. Considéré durant le Grand Siècle comme la meilleure race de France. |
| Cheval lorrain              | Cheval lorrain              | Vers 1850, concurrencé par le cheval de trait                     | Duché de Lorraine                        | 1,38 m à 1,50 m environ, petit cheval rustique et râblé, peu élégant, à la robe souris. |
| Cheval navarrin             | Cheval navarrin             | Vers 1850, croisé pour former l'Anglo-arabe                       | Navarre                                  | 1,48 m à 1,51 m |
|                             | Trait picard                | Vers 1860, remplacé par le Boulonnais                             | Picardie                                 | Cheval « volumineux et empâté, dont la peau est épaisse et la robe crépue », désigné comme le véritable boulonnais. Nourri avec une grande quantité de foin, même celui de prairies artificielles, il acquiert des formes plus lourdes que le cauchoix. André Sanson précise que le trait picard n'est pas une race : dans les années 1860, l'assèchement des marais de la vallée de la Somme fait que le cheval boulonnais est de plus en plus introduit pour remplacer les chevaux flamands qui avaient fait souche dans la région. Le lourd trait picard est surnommé « cheval du mauvais pays » durant la 1re moitié du XIXe siècle, par opposition au trait cauchoix.                                                                                    |

## Races d'origine étrangère élevées en France
Les haras nationaux ont reconnu, petit à petit, des races d'origine étrangères élevées sur le sol français. Leur stud-book est géré en France par les haras nationaux ou bien leur stud-book étranger est reconnu en France.

### Races étrangères de sang reconnues
- Akhal-Teke ( Turkménistan, selle), reconnu en 2004. Race légère et longiligne, le reflet doré sur la robe est très recherché.
- Appaloosa ( États-Unis, selle), reconnu en 1997. Robe tachetée, taille moyenne, recherché pour sa robe et ses aptitudes à l'équitation western.
- Arabe (selle), reconnu en 1833, géré par l'Association Française du Cheval Arabe Pur-Sang et Demi-Sang[172], effectif de 1559 chevaux en 2011[173]. Surtout élevé dans la moitié Sud de la France, présent depuis le VIIIe siècle, Napoléon Ier en a fortement encouragé l'élevage. Petit cheval de selle d'1,48 m à 1,56 m, robe alezane, baie ou grise. Il est surtout élevé pour les loisirs ou les croisements avec d'autres races, et excelle en course d'endurance[173]
- Barbe (selle), reconnu en 1989.
- Cheval crème  ( États-Unis, selle), reconnu en 2005
- Frison ( Pays-Bas, selle et trait), reconnu en 2004. Cheval noir d'une grande élégance, recherché pour le spectacle et le cinéma.
- Islandais ( Islande, selle). 82 naissances en 2007. Élevé au Nord-Est, en Lorraine et Alsace principalement. Toise de 1,25 à 1,45 m, toutes robes admises. Recherché pour ses allures particulières.
- Lipizzan ( Slovénie, selle). Cheval gris
- Lusitanien ( Portugal, selle), reconnu en 1988.
- Paint Horse  ( États-Unis, selle). Race de robe pie.
- Pur-sang ( Angleterre, course), reconnu en 1834. 5196 naissances en 2007, surtout élevé en Basse-Normandie. Cheval de course e galop, 1,57 m à 1,73 m, à la robe généralement baie, plus rarement alezane, noire ou grise.
- Pure race Espagnole( Espagne, selle). N'est plus géré en France depuis 2013, les éleveurs doivent passer par le registre espagnol[5].
- Quarter Horse ( États-Unis, selle)
- Shagya ( Hongrie, selle), reconnu en 1989 grâce à l'AFCAS (Association française du cheval arabe shagya). 54 naissances en 2007. Surtout élevé en Midi-Pyrénées, Languedoc-Roussillon, Alsace et Franche-Comté. Toise de 1,55 m à 1,60 m, robe généralement grise. Très performant en endurance.
- Trakehner ( Allemagne, selle), reconnu en 1993. 31 naissances en 2007. Élevé sur tout le territoire, mesure 1,60 m à 1,72 m, toutes robes simples admises.

### Race étrangère de trait reconnue
Une unique race de trait étrangère est gérée en France, le Franches-Montagnes, qui provient de  Suisse et a été reconnu en 2006. Élevé dans l'Est et le Centre, le Franches-montagnes toise de 1,50 m à 1,60 m, et porte une robe surtout baie ou alezane. Il est très performant à l'attelage.

### Races étrangères de poney reconnues
- Connemara ( Irlande), 1,28 m à 1,50 m, robe généralement grise. Poney de sport.
- Dartmoor ( Angleterre), 1,22 m en moyenne
- Fjord ( Norvège), 1,35 m à 1,55 m, robe isabelle sauvage
- Haflinger ( Autriche), alezan crins lavés
- Highland ( Écosse)
- New Forest ( Angleterre), poney de sport
- Shetland ( Écosse)
- Welsh ( Pays de Galles)

### Races conventionnées
Depuis 2008, certains éleveurs français peuvent inscrire leurs chevaux dans des stud-books étrangers grâce à un conventionnement avec le pays d'origine. En 2015, ces races conventionnées sont au nombre de 12.
- AES - Anglo Européen, depuis 2009[174]
- BWS - British Warmblood ( Angleterre), depuis 2011[174]
- Caspien ( Iran), depuis 2010[174]
- Cheval miniature américain ( États-Unis), depuis 2011[174]
- Criollo (Amérique du Sud), depuis 2012[174]
- Curly ( États-Unis, depuis 2011[174]
- Dales ( Angleterre), depuis 2010[174].
- Irish cob ( Irlande), depuis 2009[174].
- Nokota ( États-Unis), depuis 2011[174]
- Portugais de sport ( Portugal), depuis 2008[174].
- Poney des Amériques ( États-Unis), depuis 2013[174].
- Zangersheide ( Belgique), depuis 2007[174]

## Obligations réglementaires
Pour inscrire un cheval au stud-book de sa race, géré par le ministère de l'agriculture en France, son propriétaire doit suivre un certain nombre de démarches réglementaires, en particulier pour ce qui a trait à l'identification de son animal, et donc son enregistrement dans le fichier SIRE. Les conditions d'enregistrement sont variables, dépendant notamment de la sélection des reproducteurs

#### Ouvrages anciens
- F. Joseph Cardini, Dictionnaire d'hippiatrique et d'équitation : ouvrage où se trouvent réunies toutes les connaissances hippiques, vol. 2, Bouchard-Huzard, 1848 (lire en ligne).
- Louis Moll et Eugène Nicolas Gayot, La connaissance générale du cheval : études de zootechnie pratique, avec un atlas de 160 pages et de 103 figures, Didot, 1861, 722 p. (lire en ligne).
- Jean Henri Magne, Hygiène vétérinaire appliquée : Étude de nos races d'animaux domestiques et des moyens de les améliorer, vol. 1, Labe, 1857 (lire en ligne).
- André Sanson, Applications de la zootechnie : Cheval-âne-mulet-institutions hippiques, Librairie Agricole de la maison rustique, 1867 (lire en ligne).
- J. Jacoulet et Claude Chomel, Traité d'Hippologie, vol. 2, S. Milon fils, 1895
- René Musset et Henry Robien (comte de), L'élevage du cheval en France : Précédé d'une bibliographie de l'élevage du cheval en France du XVIIe siècle à nos jours, suivi d'études sur l'élevage du cheval dans le Perche, le Boulonnais et la Basse-Normandie, Librairie agricole de la maison rustique, 1917, 232 p.
- Paul Dechambre, Traité de zootechnie : Les équidés, vol. 2 de Traité de zootechnie, Librairie agricole de la maison rustique, 1928, 2e éd.
- Alexandre-Bernard Vallon, « Cheval limousin », dans Cours d'hippologie à l'usage de MM. les officiers de l'armée..., vol. 2, Javaud, 1863 (lire en ligne)
- Achille de Montendre (Comte), Des institutions hippiques et de l'élève du cheval dans les principaux États de l'Europe : ouvrage composé d'après des documents officiels, des écrits publiés en Allemagne, en Angleterre et en France et des observations faites sur les lieux à différentes époques, vol. 2, Bureau du Journal des haras, 1840 (lire en ligne).

#### Ouvrages récents
- Bernadette Lizet, La bête noire : à la recherche du cheval parfait : France Mission du patrimoine ethnologique, Paris, Éditions MSH, 1989, 341 p. (ISBN 2-7351-0317-X, lire en ligne).
- Marcel Mavré, Attelages et attelées : un siècle d'utilisation du cheval de trait, France Agricole Éditions, 2004, 223 p. (ISBN 978-2-85557-115-7, lire en ligne).
- Emmanuelle Dal'Secco, Les chevaux de trait, Éditions Artemis, 2006, 119 p. (ISBN 978-2-84416-459-9, lire en ligne).
- Lætitia Bataille, Les poneys : Races et élevage, Paris, France Agricole Éditions, 2007, 351 p. (ISBN 978-2-85557-140-9, lire en ligne).
- Lætitia Bataille, Races équines de France, Paris, France Agricole Éditions, 2008, 286 p. (ISBN 978-2-85557-154-6, lire en ligne).
- [Bataille et Tsaag Valren 2017] Lætitia Bataille et Amélie Tsaag Valren, Races équines de France, Paris, Éditions France Agricole, janvier 2017, 304 p. (ISBN 2-85557-481-1, OCLC 971243118, BNF 45194192).
- Elwyn Hartley Edwards, Les chevaux, Romagnat, De Borée, 2006, 272 p. (ISBN 978-2-84494-449-8).
- Annick Audiot, Races d'hier pour l'élevage de demain, Paris, Éditions Quae, coll. « Espaces ruraux », 1995, 229 p. (ISBN 2-7380-0581-0 et 9782738005816, lire en ligne) [lire en ligne]

#### Articles
- Clémence Fugain, « Trois races en quête de reconnaissance », Cheval Magazine, no 477,‎ aout 2011, p. 46-47
- Bernard Denis, « Les races de chevaux en France au XVIIIe siècle. Et les idées relatives à leur amélioration », In Situ, no 18,‎ 2012 (lire en ligne, consulté le 20 janvier 2013)